# To Memphis, with Love
To Memphis, with Love é um CD/DVD da cantora pop americana Cyndi Lauper lançado em 24 de outubro de 2011, lançado. O DVD apresenta seu concerto no The Warehouse, Memphis, Estados Unidos.

## Faixas
1. "Shattered Dreams"
2. "Just Your Fool"
3. "Early in the Mornin'"
4. "Romance in the Dark"
5. "How Blue Can You Get"
6. "Down Don't Bother Me"
7. "Down So Long"
8. "Crossroads"
9. "I Will Follow"
10. "Don't Cry No More"
11. "She Bop"
12. "Mother Earth"
13. "Change of Heart"
14. "Girls Just Wanna Have Fun"

## Histório de lançamento
| País         | Data                  | Formato                  |
| ------------ | --------------------- | ------------------------ |
| Mundialmente | 24 de outubro de 2011 | DVD/CD, Digital download |
| Brasil       | 7 de novembro de 2011 | DVD/CD                   |